# 空音央
空 音央（そら ねお、1991年 - ）は日本とアメリカ合衆国を拠点に活動する映像作家・映画監督。

## 来歴
アメリカ合衆国ニューヨーク生まれ。父は作曲家の坂本龍一。東京とニューヨークを行き来しながら育ち、ウェズリアン大学（米コネチカット州）で映画と哲学を専攻。卒業後はフリーランスの映像作家、アーティスト、翻訳家として活動を開始。
2015年には、北海道平取町二風谷で現代に生きるアイヌ民族を撮ったドキュメンタリー作品『アイヌネノアンアイヌ』の共同監督。
2016年からアーティストグループ「Zakkubalan」の一員としてビデオアート作品などを制作し、2017年にはワタリウム美術館やReborn-Art Festival（宮城県石巻市）に作品を展示、2019年にはシンガポール・ビエンナーレなどに映像作品を出品した。
2020年に志賀直哉の小説をもとにした短編映画『The Chicken』を監督・製作、同年のロカルノ国際映画祭での上映作品に選ばれ、『Filmmaker』誌で「注目すべき新進インディペンデント作家25人」として紹介された。
2023年には、父親の坂本の死の半年前にNHKなどと協力して撮影をした坂本のコンサート映画『Ryuichi Sakamoto | Opus』を完成させ、同年秋のニューヨーク映画祭などで公開された。
2024年、長篇デビュー作となる『HAPPYEND』を監督。同作では自ら脚本も担当し、監視社会化のすすんだ近未来の日本を舞台に様々な文化的背景をもつ高校生たちの暮らしを描いて、空自身の生い立ちを反映した自伝的作品とも評された。同作はベネチア国際映画祭で革新的な作品を集める「オリゾンティ部門」上映作品に抜擢されたのち、トロントやニューヨークなど各地の主要国際映画祭で上映された。

## 主な監督作品
| 発表年 | 題名                                                | 分数 |
| ------ | --------------------------------------------------- | ---- |
| 2024   | HAPPYEND                                            | 113  |
| 2023   | Ryuichi Sakamoto \| Opus                            | 103  |
| 2022   | Ryuichi Sakamoto: Playing the Piano 2022            | 60   |
| 2022   | Sugar Glass Bottle                                  | 20   |
| 2021   | Ainu Neno an Ainu (*)                               | 72   |
| 2020   | The Chicken                                         | 14   |
| 2017   | Sirens (TVシリーズ『Visible Poetry Project』の一篇) | 4    |
| 2014   | One Short Sleep Past.                               | 15   |

(*) Laura Liverani, Valy Thorsteinsdottir との共同監督。

## 関連文献
- 荒木重光編『恐るべき新世代映画監督たち 山中瑶子 奥山大史 空音央 内山拓也 インタヴュー集』（K&Bパブリッシャーズ、2024）